# Виктор Данченко
Виктор Данченко е български актьор.

## Биография
Роден е на 13 април 1923 г. в град Бургас.
Съпруг е на актрисата от Русенския драматичен театър Елена Данченко (1924 – 2016) и баща на актьора Владимир Данченко.

## Филмография
- Мъжки истории/Страници от стария корабен дневник (1975) - моряк
- Сватбите на Йоан Асен (1975), 2 серии - свещеник, стоящ до патриарх Йоаким при молебена
- Дъжд (1975) - агента
- Засада (1974) - комисарят
- Иван Кондарев (1974), (2 серии)
- Синята лампа (1974), 10 серии – заподозреният – (1 – „Синият папагал“)
- Дъщерите на началника (1973), 2 серии
- Птици долитат (1971) – Ивайло
- На всеки километър (1969 – 1971), 26 серии – „Светеца“, агент на Велински (в 20-а серия (1971))
- Между двамата (1966) – Бащата на Надя
- Легенда за Паисий (1963) – Петко / Паисий
- Царска милост (1962) – Дамян Демирев
- Призори (1961) – Боро